# Ministère du Plan et de la Coopération internationale
Le Ministère du Plan et de la Coopération internationale est un entité gouvernementale guinéenne dont le ministre est Ismaël Nabé depuis le 13 mars 2024.

## Titulaires depuis 2022
| Nom | Nom                | Dates du mandat | Dates du mandat | Gouvernement(s) |
| --- | ------------------ | --------------- | --------------- | --------------- |
|     | Rose Pola Pricemou | 18/11/2022      | 19/02/2024      | Bernard Goumou  |
|     | Ismaël Nabé        | 13/3/2024       | En cours        | Bah Oury        |